# Gletscherhorn
Gletscherhorn to szczyt w paśmie Oberhalbsteiner Alpen, w Alpach Retyckich. Leży w południowej Szwajcarii, w kantonie Gryzonia. Szczyt góruje nad doliną Avers, w pobliżu znajduje się wioska Juf (2124 m). Na północy znajduje się dolina Bergalga, a na południu Duana (Val da la Duana). Pobliskie szczyty to Piz Piot (3053 m), Wissberg (2980 m) i Piz Duan (3130 m).
Szczytu tego nie należy mylić z innym alpejskim szczytem o tej samej nazwie Gletscherhorn w Alpach Berneńskich.